# سیارک ۱۳۳۴۶
سیارک ۱۳۳۴۶ (به انگلیسی: 13346 Danielmiller، نامگذاری:1998SP133) سیزده هزار و سیصد و چهل و ششمین سیارک کشف شده‌است که در ۲۶ سپتامبر ۱۹۹۸ کشف شد.
قدر مطلق سیارک برابر ۱۶.۲ است.